# CUFFS 〜傷だらけの地図〜
『CUFFS 〜傷だらけの地図〜』（カフス きずだらけのちず）は、東條仁による日本の漫画作品。『週刊ヤングジャンプ』（集英社）にて1996年52号から2005年18号まで連載されていた。格闘漫画である。
本作の最終回から2年後の世界を描いた、続編『CUFFS 〜傷だらけの街〜』が『別冊漫画ゴラク』（日本文芸社）にて2014年7月号より3号連続で掲載。『漫画ゴラクスペシャル』（同）にて2015年4月号に掲載され、『ゴラクエッグ』（同）にて連載中であるが、2022年9月30日配信以降は休止状態が続いている。
2022年5月、単行本全32巻の表紙をリニューアルし、東條による描きおろしイラストを使用した「新装版EX」版を、電子書籍限定で刊行。

## あらすじ
「不良の聖地」と呼ばれる東京都・達川町で、最強のチンピラと恐れられた久宝龍二。若い頃から喧嘩にあけくれ、素手では負け知らずだった彼もピストルには勝てず、35歳にして命を落とす……。
しかし彼の魂は、16歳の少年の体に乗り移ってしまう。しかもその身体は、16年前に捨てた妻・沢渡涼子の息子・沢渡憂作であった。学校でのイジメを苦にした憂作が自殺した時に魂が入れ替わったらしく、龍二は憂作として第二の人生を送ることになる。
再び学校に通い始めた憂作は、自分をイジメていた不良たちを一蹴する。不良たちは次々と喧嘩の強い先輩を呼び出すが、憂作は返り討ちにしていく。そんな憂作の変化を訝しく思った幼馴染の黒田有美は、次第に憂作に惹かれるようになっていく。一方、もう一人の幼馴染の空手使いの優等生・宇田川は、憂作が別人ではないかと怪しむ。
そんな中、芝田学園のトップで「鉄人」の異名を持つ長瀬が、有美を人質にして憂作を狙う。長瀬の圧倒的なパワーに、非力な憂作は苦戦を強いられるが、相手を挑発して自分のペースに持ち込み、トリッキーで奇抜な攻撃で翻弄することで長瀬を撃破する。それ以降、長瀬を倒した憂作は、地域の不良たちから目をつけられて狙われることになる。(第1巻 第9話まで)

## ストーリー展開
物語は第一章、第二章、最終章と計三章あり、第一章は主に、憂作の芝田学園での生活に絡んだストーリーおよび、憂作に乗り移る以前に龍二が絡んでいた人物に関連するストーリー展開であるが、学園モノであるにもかかわらず、まじめに授業を受ける等、本来の学生らしいことをしている主人公の姿が描かれているシーンは全くといっていいほどない。作者が得意とする、スピーディで爽快な戦闘シーンは本作品全章でいかんなく発揮されており、中にはB級アクション映画のマニアックなネタも散見される。第二章〜最終章にかけての強さのインフレは前半の敵たちを弱体化させてしまったものの、この特徴的な戦闘描写は次回作の『BLOOD LINES』にも引き継がれた。
第一章の憂作は、彼の前に立ちはだかる不良やチンピラ、ヤクザ達を次々と沈めていく。
第二章は主に小松大工業高校のBCM（ブラックコートマフィア）や関西ノワールを中心に展開される、第一章のラストで憂作は恋人を失ったことから、前章と比較してシリアスなシーンがやや多くなる。また、宿敵BCMとの闘いを通じ、それまで仲間意識の希薄だった憂作は何かと気の合うヒデや、どんなことがあっても憂作についていこうとするミン、憎まれ口を叩きながらも、何かと助けの手を差しのべる門女（モンジョ）の女子三人組などと出会うことによって、次第に仲間を大切にするようになっていく。
最終章では、男死利祭や憂作は自分の魂がなぜ息子の憂作の体に乗り移ったか疑問に思い始め、自問自答のすえ、カナダへと旅立っていく。

## 登場人物

### 主要人物
沢渡 憂作/久宝 龍二（くほう りゅうじ）
本作品の主人公。享年35（連載開始時）。
若い頃から多くの悪行を重ね、気がつけば街で一番恐れられたチンピラとなっていたが、ある日ヤクザと喧嘩になり、ピストルで頭を撃ち抜かれ死んでしまう。しかし、神のいたずらか、龍二の魂は同じ日にイジメに耐え切れずに自殺した自分の息子、沢渡憂作の体に乗り移ってしまい、第二の人生を歩み始めることになる。
龍二は息子・憂作の体で第二の人生を歩むことになり、今度こそ真面目に生きようと決意するが、結局は暴力以外の手段を根本的に模索しないために芝田学園のトップ・長瀬との戦いを始め、様々な喧嘩や戦いに巻き込まれ、その身を戦いの渦へと投じていくことになる。憂作の体格は当初は華奢なチビと言われていたが、数々の修羅場を潜った賜物か龍二の遺伝子か、筋肉質の逞しい体に成長して行く。母（妻）の涼子や笠原恵、龍二の因縁を除くと人のために積極的に動いた事はない。ほとんど巻き込まれたか標的にされたか、自分の暴力欲求に基づいて目の前の騒動に飛び込むかであり、憂作の近親者だった芝田学園の友人には無関心であり、ドラゴンズ編でO次郎の急襲を受けた生徒たちには何の責任も罪悪も感じず、騒動を起こしながら巻き込まれる無関係な者へは顧みない無責任な人間である。第一章では敵の規模が小さく問題が表出化しなかったが、笠原恵との出会いは自分の生き様を痛感する事態となる。小松大工業高校（マツコー）最強の不良集団であるBCMの世良に狙われた笠原とお互いに惹かれ合っていったが、白血病を患っていた彼女は病状が進行し、巻き込まれた負傷で帰らぬ人となってしまう。笠原の死によって、BCMを憎悪するようになった憂作は復讐するため芝田学園からマツコーに転校する。マツコーに転校してからは同じくBCMを恨んでいる「ミン」こと南谷雅彦や初対面で気が合う仲になった「ヒデ」こと岸川秀人などと一緒に行動することが多くなる。また、門倉女子高校（モンジョ）3人組のかすみ、あゆむ、琴子との絆も強めていく。それに伴って仲間意識が薄く無責任だった憂作の心境も徐々に変化していく。ヒデや堀田に裏切られた時には激怒し"誰も信じられない"と言った心境にまで落ち込んだり（助けに来たミンをぶん殴り『俺に仲間はいねーよ』と吐き捨てるほどであった）、「これ以上十字架は背負いきれない」と笠原の死をいつまでも引きずる繊細な一面を見せていた（ただし、自分の暗黒面と向き合うのは終盤直前である）。
男死利祭が終わったあとは、自分自身の闇からの問いかけに応じ、今まで顧みることの無かった｢憂作の心｣と向き合う、そして、GATギャングの伊武との戦いの際、一酸化炭素中毒で薄れ行く意識の中で、沢渡憂作として数々の戦いや交流を経て、今まで顧みることの無かった「人の心」、さらには自分が原因で孤独な人生のまま生涯を閉じた息子の悲しみや無念さ、そして自分が転生した本当の理由を悟り、かつての贖罪と、常に憂作の側に居るという誓いを胸に九死に一生を得て生還を果たす。その後、幾つかの事件で先送りになっていた、カナダに旅立ってゆく。当初、笠原が行く筈だった世界を見てみたいという理由からだったが、「憂作の心」と向き合い、生まれ変わった意味を悟った後は、憂作に世界を見せてやりたいという思いから世界中を旅する事となった。また、再婚した涼子たちの新婚生活を邪魔したくないという思いもあった。渡加から2年後、カナダでヒデと再会した所で物語は終わる。ヘビースモーカーであり、龍二時代はラッキーストライクを、憂作時代はマイルドセブンを愛飲している。なお、他者の紹介に登場する憂作は全て「龍二の魂が乗り移った後の憂作」のこと。
沢渡 憂作（転生前）（さわたり ゆうさく）
龍二と涼子の間にできた子供。父親の龍二が原因で子供の頃から虐められていた気の弱い少年であったが、自殺を図った時に拳銃で殺された父親の魂が乗り移ってしまう。その後、男死利祭り後に「龍二自身の心の闇」が憂作の姿を借りて現れるようになる。
沢渡 涼子（さわたり りょうこ）
龍二の妻にして、憂作の母親。お人好しで家事が上手である。憂作に龍二の魂が乗り移った事に全く気づいていない。女手ひとつで憂作を育てたり、ヤクザの脅しに屈しなかったりという心の強い一面も持っているが、悪い意味で「子離れ出来ない母親」であり、憂作に依存している。ドラゴンズ編で出て行った憂作に食事をせず過ごし、生きる意味を失ったことも。しかし、ハルオの言葉で憂作の人生を考えるようになる。よく不良やチンピラ、ヤクザに襲われる。
最終章では憂作が家を出た後に龍二の元・舎弟の警官、内藤浩徳と再婚して娘の憂菜を産む。

### 芝田学園（しばた）
私立のお坊ちゃん高校。他校の不良からは芝田モンと言われ馬鹿にされている。長瀬がトップになるまでは、カツアゲの格好の標的で芝田狩りと言われる大規模な恐喝が行われていた。

#### 生徒
長瀬（ながせ）
憂作との喧嘩に敗れるまで芝田学園のトップだった男。“鉄人”という異名を持つ。「誠龍会」卒業試験「100人組み手」達成者であり、その証として左胸に「龍」の文字の刺青がある。一度、憂作に敗れ肩と右手を負傷する。2度目の登場時では、その怪我も癒えており新藤を裏拳一発でノックアウトさせる程の回復力をみせた。しかし、それでも両手を縛られボロボロの状態である憂作に敗れる。
2度目の戦いに敗れたのちに己を変えるためにアメリカへと旅立った。渡米後イラクでの戦争に参加していたが、同僚のパソコンで憂作が男死利祭のターゲットになっていることを知り、直前に街へと帰還した。
宇田川（うだがわ）
憂作の幼馴染。最後まで名前が明らかになることはなかった。憂作からは「ウダ」と呼ばれる。昔は憂作と同じく虐められていたが、空手をはじめ様々な格闘技を習い虐めっ子と戦うようになった。そのため、宇田川への虐めはなくなったが、憂作への虐めがますますエスカレートしてしまい、そのことをずっと気にかけていた。何者かまでは判明できなかったが、憂作が別人であると初めて気付いた人物。
第二章では同じく幼馴染の黒田有美と付き合っている。彼女の存在や受験が近づいたこともあり、不良や喧嘩といった世界から距離を取っていたが、BCMの勢力拡大の襲撃に巻き込まれる。男死利祭にも長瀬に挑発される形で参戦した。
黒田有美（くろだ ゆみ）
宇田川と同じく、憂作の幼馴染。憂作の豹変に違和感を覚え、憂作の体に龍二の魂が乗り移っていると突き止めた数少ない人物。両親の離婚をきっかけに一時期髪を染めるなど不良になってしまうが、タツコー編終了時に元の真面目な生徒に戻る。第一章半ばまでは憂作に好意をよせていたが、憂作の無責任な態度に怒りを見せ、恋人まで進展することはなかった。第二章では宇田川と付き合っている。
木本リョウ（きもと）
憂作を虐めていた不良の一人。憂作の体に龍二の魂が乗り移ってからは、すっかり立場が逆転してしまった。時代劇に出てくる越後屋のような人物で強い者には弱く、弱い者には強い男。男死利祭の時もなるべく喧嘩しないで乗り切ろうと思っていた。憂作につけられたあだ名は「キモ」。
新井（あらい）
憂作を虐めていた不良の一人。木本と同様、やはり立場が逆転し憂作から虐められる側になった。
吉川ミノル（よしかわ）
憂作が留年した際のクラスメート。ゴリラ顔。留年した憂作を虐めようと田村彩子とともに画策するが、憂作には全く歯が立たなかったことをきっかけに憂作の舎弟になると決心したが相手にされないままだった。男死利祭にもメンツを守るため参戦し、終戦時には小比類巻と実力を認め合った。
田村彩子（たむら さいこ）
吉川ミノルとともに芝田で天下を取るつもりでいた。自分の誘いに全く乗ってこなかった憂作が気に入らないためちょっかいを出す。しかし、結局全て失敗に終わり、挙句の果てにクラスメイト全員を差し向けて憂作を家庭科室で襲わせるも返り討ちに遭い、自分だけ逃げた為に仲間たちに見限られた。その後、態度を翻して憂作に接するが全く相手にされないままだった。
笠原恵（かさはら めぐみ）
芝田学園一の秀才で、パープル・ヘイズというタバコを不良に売りつけられたことによって、BCMから執拗に狙われるハメになってしまう。BCMに襲われている所を憂作に助けられ、趣味が意外にもB級アクション映画鑑賞なところから、憂作と意気投合し次第に惹かれていく。憂作も"俺の女"と認めるくらい仲が進展するが、BCMを追放されたナイフ使いの世良に狙われ池に落ちたり豪雨の中を逃げ回ったりしたことで持病の白血病の病状が悪化。憂作の必死の頑張りもむなしく最後は憂作の手の中で帰らぬ人となってしまった。そのことが憂作がBCMとの全面戦争を決意するきっかけとなる。

#### 教員
若村（わかむら）
吉川ミノル、田村彩子のクラスの担任の女性教師。過去に虐められた経験を持つ。真面目で人のいい性格から吉川たちに虐められるが、憂作に助けられる。
笠原恵の父
芝田学園の教師で笠原恵の父親。暴力や不正を許さない非常に厳格な性格で、問題をよく起こす憂作には目をつけていた。娘である恵の直接の死因は憂作にはないことは認識していたが、それでも憂作を憎んでしまうことに教師の在り方を思い詰めてしまい、教師を辞職することを決意。その後、恵の墓参りに来ていた憂作と再会し、娘が死んだことへの復讐のつもりで憂作を小松大工業高校に転校させたこと、憂作が芝田学園を退学になった後も憂作の動向を気にかけていたことを告白（岸川秀人の言っていた支援者とは彼のことであった）。最後は恵の肉声の入ったカセットテープを憂作から渡され、テープレコーダーで聴きながら涙を流した。

#### その他
新藤（しんどう）
芝田学園の卒業生でボクシングの使い手。憂作にやられた木本らにかたき討ちを依頼され、憂作と戦うが逆に返り討ちにされた。その後、後輩である長瀬に呼び出しを受け裏拳一発でのされた。かつて他校からの芝田狩りに終止符を打ったこともあり、後輩に対して面倒見のいい一面もある。

### 櫛渕高校（くしぶち）
芝田学園から程近い不良校の一つで通称「ブチコー」。木本曰く「激戦区」で度々トップが入れ替わる模様。作中では洞口がトップとして君臨しているが、当初はその体制に不満を持つ大久保など大半の生徒が離反し、芝田学園に大規模なカツアゲを仕掛けていた。
洞口（どうぐち）
櫛渕高校のトップ。自称“正義のヤンキー”。長身長髪の優男風で、不良としては珍しい禁煙家でもある。空手使いで、櫛渕高校で彼の実力を上回る者は存在しない。本人曰く「達川町内ならホテルのベッドの固さまで知り尽くしている」というほどの部類の遊び人で女好きを自称している。しかし、自らの不良哲学は一貫しており、ケンカに薄汚い手は絶対に使わないことから、憂作とは気が合っていた模様。立江商業の花枝三兄弟とのバトルでは二人は絶妙のコンビぶりを見せた。対照的に、ケンカに勝つためには手段を選ばない大久保たちとは肌が合わないらしく、彼らからは時代遅れのヤンキーだと陰口を叩かれ、トップとはいえ事実上は孤立状態であった。
大久保たちが退学した後は、洞口を慕う後輩達が徐々に増え始め、平穏を取り戻したように見えた矢先に、中学の先輩でもあるBCMの居崎麟太郎の襲撃を受け、あえなく敗れ、自陣喪失に陥る。男死利祭への参加も難色を示していたが、長瀬の挑発に乗せられる形で参加。同じタイプの元BCMメンバー、塩沢力丸や長瀬、花枝三兄弟とともに奮闘した。
大久保 毅（おおくぼ つよし）
物語前半に登場。櫛渕高校のナンバー2。猿顔でニヤケた顔が特徴。憂作のつけたあだ名は“ニヤケヤロウ”。洞口とは対照的に、ケンカには人数を集め武器や凶器を使い勝利を収めるのが彼のセオリー。対照的な洞口とは当然気が合わず、校内は分裂状態であった。また、芝田狩りを再開させた張本人でもある。憂作の前世、久宝龍二が創設したドラゴン会に通い、その技を3ヶ月でマスターしたと吹聴しているが、実際は3ヶ月で逃げ出していた模様。憂作の幼馴染の黒田有美を人質に取り、バトルをしかけた。バトル前半では得意の薄汚い手をとことん使い憂作を苦しめたが、ドラゴン会を作った張本人の魂を宿す憂作には到底敵わず、為す術もなく敗れる。その後は敗れたショックからか洞口の別荘で薬物（マリファナ）に手を出し、退学処分となった。イナーキ編では、イナーキを倒すために憂作や強力な助っ人を探していた史奈と対峙するも、（戦闘の描写はなかったが）完膚なきまでにやられた。BCMが達川町を支配するべく動き出すという噂が立つと同時に、洞口にも「昔のよしみで忠告しておく、早く逃げた方がいい」と告げ、テルとともに町から逃げ去った。
テル
櫛渕高校のナンバー3。大久保とともに芝田狩りを始めた中心人物でもありその実力には確かなものがある。「どんな手を使ってでも勝てばいい」といった手段を選ばない面だけでなく、退学後に立江商のマリリンに櫛渕高の溜り場を吐くように脅されたときに、「ダチを売るほど落ちぶれてはないんだよ!」といって立ち向かうなど友情に熱い面もある。その時にマリリンに完敗し、両腕と片足を折られた（最終的には溜まり場の場所も吐いてしまった模様）。その後傷は癒えたもののゲームセンターで史奈に仲間ともども完敗し、最後は大久保と一緒に町から逃げ去った。
森（もり）
芝田狩りを行っていた生徒の一人。ゲームセンターで憂作を狙うが逆にやられ、テルに助けを求める。
内藤（ないとう）
森と一緒に芝田狩りを行っていた生徒。
優香（ゆうか）
芝田狩りに乗じて有美を狙ったコギャル。憂作と対面した際は、憂作に遠慮なく顔面を殴られ川に落とされた。
テツヤ
櫛渕高校の生徒。レストランでアルバイトをしている。閉店後に店を仲間たちに溜まり場にされるのを不満に思っており、そのことを大久保に意見した直後、ワインのコルク抜きを握った手で右頬を殴られた。
哲也（てつや）
櫛渕高校の生徒（上記のテツヤとは別人）。椎名サトルの舎弟で、かなり粗悪な扱いを受けていた。ファンクラブができるほど女性からの人気は高いようである。イナーキ編では史奈から洞口の居所を力尽くで吐かされそうになるなど、見せ場が全くなかった。洞口や大久保、テル達とは特に親しくはないらしい。

### 立江商業高校（たつえしょうぎょう）
芝田学園から程近い不良校の一つで、花枝三兄弟がトップとして君臨している。夜の繁華街を主な縄張りとしているほか、昼下がりの主婦を狙った「奥様狩り」という悪質な犯罪が流行している。
O次郎
花枝三兄弟長男で、唯一本名が不明。オヤジ臭い身なりで河童のような髪型が特徴。昔はフサフサのウェーブヘアーだったが、イナーキに敗れた屈辱と恐怖で円形脱毛症になり、今の髪型にいたるらしい（ミンにはスキンヘッドの方がマシと突っ込まれていた）。大の甘党で闇鍋にまで甘いお菓子を入れる。蟷螂拳の名手で笑いながら100mを11秒で走ったり川を泳いだりするなど驚異的なスタミナを持っている。イカレた状態で興奮すると大声で笑いながら敵味方関係なく攻撃することからつけられたあだ名が“クレイジーカマキリ”。花枝三兄弟の中で群を抜いてイカレているように見えるが、怒ると一変、冷静沈着で理論的な本性を表す。この時のO次郎は三兄弟中最強であり、頭のキレの良さも最高潮に達する。実はイナーキに敗れた事実をもみ消すために事故に遭いイカレた性格になったかのように偽装したとは本人の談だが、イナーキ編以降は普段から冷静な状態のままであることが多くなった。ドラゴンズとの戦いで知り合った平松史奈のことを女神と呼ぶくらいベタ惚れしている。
BCMの襲撃時にはマリリン、レニーと共に対峙するが、岩田兄弟の前に兄弟3人揃って撃沈することになる。その後は長瀬の挑発に乗る形で男死利祭に参加、関西ノワールと激闘を繰り広げる。
花枝 摩利男（はなえだ まりお）
花枝三兄弟次男で通称「マリリン」。合気道の使い手（本人はセガール拳と呼んでいる）。部類の化粧好きでオカマのようなルックスが特徴。あだ名は“ほほえみマリリン”。長男のO次郎がイカレすぎているため、実質的に立江商業を仕切っている。相手の骨を一本ずつへし折ることに快感を覚えるほどの極めて残虐な性格で、怒ると部下にも容赦なく手を出すことから、部下からも非常に恐れられている。三兄弟含め、立江商業を彼が仕切っていることから、三兄弟中最強であると周囲から思われているが、本人自身は本気になったO次郎には敵わないと感じている（ただし、O次郎の方も憂作らを取り逃したことに怒ったマリリンを恐れている描写がある）。通常の戦闘では、相手が接近してくるまで待ち、相手が攻撃を出すと同時に合気道の基本技を駆使して相手を押さえ込み、相手の腕をへし折る（その後拷問に入る場合もある）スタイルであるが、一度本気になると奥の手の手刀を使い自ら盛んに攻撃に出る。
自らを“デビルイヤー（悪魔の耳）”と称するほど達川町の不良事情には詳しく、BCMの襲撃も見越していたが、岩田兄弟には敵わず敗北。その後の男死利祭には長瀬の挑発に乗る形で参加した。
花枝 雨男（はなえだ あめお）
花枝三兄弟の末っ子で通称「レニー」。ドレッドヘアのカポエイラ使い。カタコトな日本語が特徴。実力は三兄弟中最弱であり、部下からは"やられ役"と認識されている。日本語を理解する能力が極めて乏しい。ブチコーの洞口に「レゲエ」と言われて馬鹿にされたと勘違いしたことから洞口とは犬猿の仲。イナーキ編では花枝三兄弟を探しに来た史奈と対峙するもコテンパンにやられる。その後O次郎の要望（というよりはほぼ脅しという名の強制だが）により打倒イナーキのメンバーに加わるが、イナーキに完敗し、何故か足を骨折する。BCM襲来時にはO次郎、マリリンとともに岩田兄弟と戦うも為す術もなく敗れる。男死利祭には兄弟とともに長瀬の挑発に乗る形で参加。
シンジ
奥様狩りと称して涼子に乱暴を働こうとした3人組の1人。翔二の助けにより阻止され、さらに後から来た憂作にもボコボコにされた。櫛渕高校のテルとは中学の同級生。

### 小松大工業高校（こまつだいこうぎょう）
悪の巣窟と言われる悪名高い不良高校。通称「マツコー」。一応、授業は行われているようだが、校長や教師達の職員室は完全にBCMによって乗っとられており、事実上全く権限を持っていない。
岸川秀人（きしかわ ひでと）
通称ヒデ。小松大工業に転校してきた憂作の仲間になった一人。お調子者かつ飄々とした性格で「いつだって楽しい方の味方」と発言している。喧嘩は弱いものの頭は非常に良く、憂作にマフィアなど様々なことを教えていくうちに奇妙な友情を築いていく。
実はパープル・ヘイズの発明者でBCM（の前身組織）の創立者。実家は関東岸川一家で組長の次男。マツコーに入学した際、父から「これで組織を作ってみろ」と入学祝い金の1000万を渡された際、その金でパープル・ヘイズを作って儲けていた商才があり、本人もヤクザより商売に魅力を感じていた。岸川一家の若頭の息子である轟とは子供のころからの幼馴染で、普段は「史郎ちゃん」と呼んでいるが、裏に潜んだ狂気は轟すらたじろぐ程で、初めて憂作に会った時（憂作は秀人をまだ知らなかった）も、絡んできたブチコーの不良の腹を躊躇なくナイフで切り裂いた。
最初は憂作を使って自分が作ったBCMを潰そうと考えていたが、兄秀寿の逮捕と父親の死により、寝たきりの母親の面倒や薬代の工面をしなければならなくなり、BCMのリーダーに返り咲くことになった。その時、憂作について来てくれるよう頼むが憂作に拒否され、憂作と決別する。その後、ノワールを交えて三つ巴となる中で憂作とも一度は共闘するが、最後には完全に決別することとなった。
父の死を機会に、ケジメをつけるべく憂作を自分の手で殺そうと決意をするが、結局憂作には敵わず戦いに敗れ去る。その直後に姪のかすみを巻き込んだことに激怒した人斬りマサヤに右腕を斬り落とされ病院送りにされてしまった（斬られた腕はマサヤお抱えの医者によって、元通りに接合された）。最後にカナダに行った憂作の前に現れ、憂作についていこうと決意すると共に秘密を作中で唯一打ち明けられた。

### ドラゴンズ
イナーキがトップを務める格闘集団で、マツコー内ではBCMに対抗できる唯一の勢力。イナーキの圧倒的な実力とカリスマによってメンバー達の結束力は高い。かつて龍二と誠治か創設した「誠龍会」を乗っ取った。
稲葉 繁樹（いなば しげき）
通称“イナーキ”。別働隊（後のBCM）に対抗するべく結成された格闘集団ドラゴンズのナンバー1。圧倒的な実力、ルックス、クールな性格などから、ドラゴンズのカリスマであった。その戦闘能力はドラゴンズ内でも文句なしのナンバー1で打撃・寝技共に優れており、別働隊からも一目置かれるほど。普段は冷静沈着な性格だが、一度本性を現すと、たとえ相手が女であっても容赦せず相手を破壊し尽くす。
幼き頃にたまたま路上で出会った久宝龍二の格闘センスに惚れ込み、尊敬していた。憂作との戦いでは、序盤は圧倒的な実力差で追い詰めるが、憂作のしかけた高速道路デスマッチの前に敗れ、逮捕された。別働隊が金でイナーキを引き入れようしたが彼は拒否しており、ノワールへの誘いも堀田が何らかの企みを持つのを見抜いて拒否。ミンにも少年院から「堀田を信用するな」と助言する。
モムから報告を受け、施設から脱走して男死利祭に参加。ドラゴン会との対立が由来で"百人組手のイナーキ"の呼び名で不良には知られており、実際に100人単位での敵を一手に引き受けそれをあっさりと倒していた。
南谷雅彦（みなみたに まさひこ）
ドラゴンズのナンバー2。通称"皇帝ミン"。レスリングの使い手であり、親友のイナーキとは対照的に熱くなりやすい性格であるが、一度信じた人間は最後まで信じるという実直さも持ち、ドラゴンズの体育会的な面を象徴する人物と言える。憂作との戦いでは憂作の挑発にハマり我を失い敗北。
イナーキが逮捕されBCM勢の襲撃でメンバーが次々に倒れ、崩壊寸前のドラゴンズの看板を1人で守るため、地獄のようなイジメを受けていた所で小松大工に転入してきた憂作に偶然助けられ、BCMとの抗争から男死利祭りまで憂作を常にサポートする事になり、憂作にとって無くてはならない仲間となってゆく。
茂村信一（もむら しんいち）
通称"モム"。ドラゴンズのナンバー3。中国拳法の使い手。アクション映画の動きだけで技を会得してしまう特殊能力があるが、それよりも遥か昔から格闘技を習わされていたO次郎の前には為す術もなく敗北する。ただし一度戦った相手の技を見切る能力があるため、2度目の戦いでは互角以上に圧していた。BCMの襲撃で重傷を負い、その後の戦線を離脱するも、男死利祭ではドラゴンズのメンバーと共に参戦する。

### BCM（ブラックコートマフィア）
マツコーの中で、最も実力のある者達を集めた集団のことで正式なメンバーは百名もいない。通称"マフィア"。表向きのリーダーは轟で、彼を含めた10人の幹部は全員ゲシュタポの制服を模した黒いコートを着用しており、不良達が集まる達川町ではこのコートに憧れ、小松大工業に入学する者も多数存在する。
幹部は完全な実力主義で、任務失敗や反逆はマフィア除隊を余儀なくされ、徹底的にヤキを入れられるほか、コートを脱いだ時も死を意味するほど厳しく統制されている。しかし、命令に従い結果を出せば、相当額な報酬を受け取れることができ、幹部の一人である居崎麟太郎曰く「そこらの大学出のサラリーマンの初任給よりも遥かに高い額」。また、企業でいう"ボーナス"のようなものも存在し、例えばある不良グループと戦闘を行う時、轟から指名されたメンバーは、相手のリーダー格・大将首を仕留めるとボーナスが与えられる。
当初は、マリファナ入りタバコ「パープル・ヘイズ」を作り上げた岸川秀人が、その売り上げをギャングをはじめとした他の不良集団から守るため轟と作った自警団的なものであった。創設当初の組織の名前は定かではないが、その後"別働隊"に改名（コートも普通のハーフコートだった）していた。
しかし、世良洋介が入隊する直前に秀人の兄である秀寿が組織を半ば横取りし（秀人も『飽きちゃった』とリーダーの座をあっさり秀寿に譲り渡した）、"ブラックコートマフィア"と名乗るようになった。
岸川 秀寿（きしかわ ひでとし）
岸川秀人の兄。秀人が作った別働隊を半ば無理やり横取りし、BCMと改名させて裏リーダーに居座った男。知的な秀人とは対照的に入学祝い金の1000万を博打で増やそうと三日で失ってしまったりと思慮が浅い。無抵抗の轟に容赦無く暴行したりと気性が荒く粗野な人物。組織を拡大し資金も更に増やそうと企むがパープル・ヘイズの売買が警察に露呈し（実際は秀人が通報）あっけなく逮捕されてしまう。秀人によるとヤクザの跡取りである長男のプレッシャーを密かに感じていたらしい。
轟 史郎（とどろき しろう）
通称鬼の轟。BCMの表向きのリーダー。クセの強いBCMのメンバー達を率いる男。上半身裸の上にコートを羽織っている。その実力はBCM内でも間違いなく最強であり、居崎麟太郎曰く「たとえ他のBCMメンバー全員で戦っても相打ちがいいところ」だという。圧倒的なパワー、スピードを誇り、目にも止まらぬ連続技を繰り出し相手を沈めてしまう姿は鬼そのもので、脇固めやツームストーン・パイルドライバーのようなプロレス技も得意とする。憂作を3度に渡り苦しめた唯一の人物で、歴代の登場人物の中でも間違いなく最強ランクの強さを誇る。怒ると眼が真白になり、背中に彫っている鬼の刺青が赤く染まり、そうなったらもう何人たりとも止めることはできない。岸川一家の若頭だった父のミスで、岸川一家が壊滅寸前になったことがあり、そのせいで岸川兄弟には頭が上がらない。
第二章後半にかけて、関西ノワールの堀田速人たちの策略に嵌り、両手足をボーガンで撃たれ、さらにトレードマークだった背中の刺青まで狩猟用ナイフで皮ごと削ぎ落とされ、瀕死の重傷を負ってしまう。その後麟太郎の助けもあり、男死利祭では見事に復活。戦闘不能寸前まで追い込まれた麟太郎を間一髪の所で救い、ノワールきっての巨漢で同じパワー・ファイターの財前克己に完勝した。またこのとき、お互いライバル同士ではあるものの、憂作の不良としての生き様を理解するような一面も垣間見られた。男死利祭終盤にて憂作に戦いを挑み敗れるも、お互い満身創痍の状態だったため、憂作には次はどうなるかわからないと言わしめた。
石倉 二三男（いしくら ふみお）
轟のチームの舎弟頭。キックボクシングの使い手。同性愛者らしく、轟に屈折した愛情を抱いている。自分以外に轟の目が行くのが許せないという理由で、命令を無視して憂作を抹殺しようとするが返り討ちにあった。BCM崩壊後は僅かな生き残りのメンバーを集めて轟の敵討ちを画策していたが、ノワールの鈴木と佐藤に隠れ家を襲撃されて実行できずに終わる。
世良 洋介（せら ようすけ）
通称ナイフ使いの世良。マツコーの一年生で別働隊がBCMと名を変えてから最初に幹部になったナイフ使い。BCMでも二枚目の部類に入り、ナイフの捌きも一級品だが、非常に陰湿な性格で薄汚い手を平気で使う残虐非道な男。愛用しているバイク、ドゥカティ（盗難車）に乗りながらナイフを使い憂作達に襲い掛かる。BCMメンバー加治屋裕貫の制裁の際、彼の頭に火をつけ髪の毛を燃やして苦しんでいるのを見て「加治屋の頭が、火事やーー!」や、憂作との戦いの最中にナイフがなくなってしまった際には「俺のナイフがない…フッ…なんちって…」などの寒いオヤジギャグを連発する。
パープル・ヘイズの回収に失敗し、轟に無能と判断されBCMから追放され、制裁を受ける寸前にその場を逃げ出す。「今夜中にあのリーゼント野郎（憂作）の首を轟に差し出さないと、俺が轟に殺される」と暴走族仲間と共に憂作と笠原を執拗に付けまわすが、それが原因で笠原は白血病が悪化し、亡き人となってしまう。そのため怒りに燃える憂作の殴りこみにあい、完膚なきまでに叩きのめされた。その後は達川町から離れ、どこかの地方で細々と暴走族をしているらしい。「笠原の死」という憂作がBCMに戦いを挑む原因を作った張本人だが、次々に悲惨な末路を辿ったBCMの幹部の中では一番マシな結末だった。
双葉 千春（ふたば ちはる）
BCMのメンバーではないが、人を付け回すことに関しては他の追随を許さないイカレたストーカー。金と女（笠原）、マフィアのコートを報酬に世良に協力する。カウボーイハットに上半身裸、迷彩ズボンにブーツのいでたちで大型バイクを乗り回す。憂作と二度対戦し、1度目はアッパーを受け体操金メダル級の吹っ飛びダウンを喫する。2度目の対戦では奇襲により憂作を倒し笠原をボート小屋に監禁するが、思わぬ敵の襲撃を受け磔刑にされる。
辰巳 遥（たつみ はるか）
通称驚速の辰巳。BCMの幹部の一人。パイナップルのような金髪ヘアースタイルに細い眉毛が特徴。BCMの中でも大柄な男。憂作に化物と言わしめる実力者で蹴り技の名手。変幻自在で驚くほど速い足技を使い、相手を蹴散らすことからついたあだ名が"驚速の辰巳"。足技だけなら轟を除けばBCM内で彼の右に出る者はいないとされる。事実、彼の足技は世良洋介のコートを脚技だけで脱がしたり、戦闘中に宙返りから蹴りの反撃技を出したり、ワゴン車を蹴り飛ばして横滑りさせるなど、華麗さ、破壊力も一級品である。性格は短気で自分勝手、部下や舎弟を一切信頼しておらず、単なる駒としか思っていない。奴隷のようにコキ使い、些細なミスでもヒステリー気味に怒り狂いすぐに暴力を振るうため部下や小野寺勇作に疎まれ、彼らの離反を招く事になった。同僚の麟太郎や厳は辰巳を反面教師としていた。
BCMに入ったのは周りの人間に自分の力を認めさせる為で「この街で実力トップの男（轟）が俺を認めてくれた証だ」と黒いコートを誇りにしていた。辰巳が管理していたパープル・ヘイズの隠し倉庫を憂作たちが荒らしたことから激昂し、バトルに。前半では圧倒的な足技で憂作を苦しめたが、攻撃に偏重して防御がおろそかな欠点を突かれ、最後は辰巳の蹴りの速さについていけるようになった憂作に生命線だった脚をへし折られて敗れる。
逮捕後は「不良のアルカトラズ」と噂される少年院、協愛学園に収容され、そこで不良イジメが楽しみと評判の学園長の人体実験さながらの徹底的な虐待を受け、不良としては使い物にならなくされた。
小野寺 勇作（おのでら ゆうさく）
辰巳のチームのメンバーで、辰巳とは幼い頃からの友人。色男で女を騙すのが得意。かすみの親友の女の子が勇作に暴行されて自殺未遂したのが原因で、かすみ達に狙われる事になった。辰巳と同じく蹴り技を得意としているが、実力は格段に劣る。とはいえ辰巳と違い面倒見が良くチーム内でも人望があり、辰巳をマフィアの座から追い落とそうと企んでいた。ヘイズを憂作に奪われて辰巳から制裁のリンチを受け、憂作達を汚い手で誘き寄せてヘイズを取り戻そうとするが失敗。最後は逃げようとする途中にかすみにも叩きのめされる。
田辺（たなべ）
辰巳のチームのメンバー。辰巳の威を借って、ミンが無抵抗なのをいい事に何度もリンチした卑劣な男。喧嘩の実力も大したことはない。ミンをリンチした代わりに憂作には何度もボコボコにされた。
塩沢 力丸（しおざわ りきまる）
通称マッハ力丸。BCMの幹部の一人。相手の間合いに瞬時に接近し、凄まじい速さで肘と膝のコンビネーション技を繰り出す接近戦のエキスパートであだ名は"マッハ力丸"。辰巳とは対照的に仲間思い、友人思いで情にもろく、部下や舎弟ともよくコミュニケーションが取れており、内外問わず信頼も厚い。力丸が轟によって半殺しにされた後、舎弟たちがBCMに復讐を行ったことからも、いかに力丸が慕われていたかが分かる。
自殺した叔父を大変に尊敬しており、BCMに入った理由も叔父が経営していたライブハウスを自分で買い取るための資金稼ぎで、内心では「アイツら（BCMの他の幹部連中）とは金だけの付き合い」「金の付き合いがなきゃ、俺だって顔も見たくねぇ。きっと路上で会ってたら助走つけて殴りにいっている」というくらい嫌っていることもあってか、BCMの幹部では憂作が心を開いた唯一の人物でもある。事実、BCMの他の幹部連中といる時は仏頂面でほとんど言葉を発しないが、友人や舎弟たちと接している時は明るく振舞うとかなりギャップがあり、舎弟たちも「キャラ変わりすぎ」と驚くほど。バンドも掛け持ちでやっており、その実力はプロ並。頭の回転が速く機転も利き、その飾らない性格からライブの客などマフィアの外の人間からも好かれており、またBCM随一の男前であることから女性人気も高い。
上記の通り自殺した叔父が経営していたライブハウスを買い戻す金欲しさにBCMに入るが、しかしGATギャングに誘拐された門女（モンジョ）のあゆむを救い出し意気投合しかけた憂作に、叔父の死やその行為を否定されたことから逆上し、バトルに。持ち前の超スピードの攻撃で憂作を戦闘不能寸前まで追い込むが、最後はトドメに放った壁を蹴って反動で空中で一回転してのダブル・ニー・ドロップを憂作に足で受け止められ、逆に空中に蹴り上げられ天井に叩きつけられ敗北する。戦闘直後に乱入した轟の粛清によって瀕死の重傷を負い病院送りとなるが、ノワールとの戦いでは全快し憂作を援護し、街を守るために参加した。あゆむとは幼馴染で、いつも互いに罵り合っては喧嘩になっているが、結局のところ惹かれ合っている。
相溝 厳（あいこう げん）
通称ハンニバル・ゲン。BCMの幹部の一人。クンフー（ジークンドー?）の使い手。「デヘヘヘヘーー」「デーーッヒャッヒャッヒャーーー」と笑うひょうきんな男。あまり物事を深く考えていないような態度とは対照的に、性格は極めて狡猾で計算高い。「作戦」と称して部下をうまく扱い、その作戦に全くミスがないことから"ハンニバル・ゲン"とのあだ名がつけられ畏怖されていた。そのため、力丸組とは対照的なシステムではあるものの部下や舎弟からの信頼は絶大であった。しかし、本人曰くただ適当にやっているだけなのに強運だけでBCMの座につけたとのこと。とは言うものの頭のキレはBCMでも文句無しの上位であり、特に人の心理を読む技術はずば抜けて高く、戦闘時における挑発の技術は憂作すら手玉に取るほど。
自らの強運を信じ、遊園地のジェットコースターのレール上で憂作にバトルをしかけ、最初はフェイントを織り交ぜたトリッキーな連続技で憂作を圧倒するが、最後は厳の動きに完全に対応出来るようになった憂作の前に散る。BCMの中では小柄で細身であり、他のメンバーと較べるとやや地味目な技が多かったが、ジェットコースターのレール上で激しい連続技をバランス良く繰り出していたことから、知力だけでなく実力も他のBCMメンバー達にも決してひけを取らない。同僚の居崎麟太郎とはウマが合うようでよく行動を共にしていた。逮捕後は辰巳同様協愛学園に収容され、やはり学園長の徹底的な虐待を受け、不良としては使い物にならなくされた。
泣かし屋
BCMではないが、ハンニバル厳に雇われた金を貰って相手を泣かす3人組で、名前はそれぞれテキサス、レオ、ピエロット。かつてヤクザの息子を痛めつけたことで命を狙われ、テキサスはフランケンシュタイン、レオは鉄仮面、ピエロットはピエロの仮面で素顔を隠している。レオのみ素顔が明らかになる。包丁、剪定ハサミ、長剣などを武器に憂作、琴子と4回対戦、琴子を捕らえるなどするが、最後は3人とも憂作に敗れる。その後はヤクザに捕まったらしく行方不明。
居崎 麟太郎（いざき りんたろう）
通称張り出し横綱。BCMの幹部の一人で、眼鏡を掛けた肥満漢。BCM内で最も異質な存在。戦闘能力も非常に高く、単行本のキャラ紹介では「実力は轟に次ぐNo.2か?」と書かれていた。中学の時に学校に訪れたOBの力士を張り手一撃で倒したことからついた通称が"張り出し横綱"であるが、本人はそのあだ名が気に入っていない。菓子ならばケーキから牡丹餅まで和洋を問わない大の甘党で、好物のチュッパチャップスをほうばりながら得体の知れぬ笑みを常に浮かべている。BCMの中でも非常に頭の回転が速く、機転を利かせチャンスをうかがっている。相撲ではなく形意拳の流れを汲む意拳の使い手で、彼の当身（掌打）を喰らって立てる者はまずいないという。また、男死利祭りでは憂作から借りた三節棍や鉞と言った中国拳法の武器も簡単に使いこなしている（三節棍ばかりか鉞も名前を知っていたところから、武器にも相当詳しい模様）。
BCMの遺したマリファナ施設やルートを抑えており、それらと自分を日本中に売り出すために男死利祭をも利用して立ち回り、憂作に替わるNo.1として台頭に成功。憂作に「これからコンビを組まないか」と申し出るが、自分の姦計を正直に話してしまったばかりに、憂作には膠もなく拒否されてしまった。直後に警察の乱入を受け、かすみ達が憂作を連れ出して逃げるのを手助けした後、出所後の栄光を見据えて自分がNo.1であると警察に告げた上で逮捕された。
西 徳馬（にし とくま）
通称白い猛牛。BCMの幹部の一人。筋骨隆々の強面の男。コマンドサンボの使い手で、畳一枚のスペースがあれば相手の全身の関節をバラバラに外す事が出来るという。
芝田学園を攻めた際に、宇多川や木元リョウ（キモ）を簡単に叩きのめした。言動が理屈っぽく、戦っている最中でも解説を始めてしまう性格。走行中の車から振り落とされたりぶつかったり、憂作の打撃を何度受けても立ち上がったりと驚異的なタフさを誇る。本来は決して血を好まない穏健な性格だったらしく、ある悲惨な出来事が自分を変えたと語ろうとしたが憂作は聞く耳を持たず容赦無くトドメを刺される。逮捕後、辰巳、厳同様に協愛学園に収容され不良としては使い物にならなくされた。
なお「白い猛牛」の異名は強面の顔と強靭な体格とは裏腹に肌が色白なところからきている。
岩田 鉄平（いわた てっぺい）・鉄人（てつと）
通称双子の岩。BCMの幹部の双子の兄弟で、空手の達人。寸分違わぬ動きで2人同時に襲い掛かり、その様は「手足が4本ずつある怪物」と恐れられている。
得意技は「ツインズ・オブ・ザ・ロック（後にかすみに指摘されロック・オブ・ザ・ツインズに改名）」で、この技で立江商業のO次郎などが餌食になった。両名とも空手技は一級品だが憂作との戦いでは完全に憂作の策にはまってしまい、頭脳の差で完敗。憂作に敗れた後にすぐに回復して憂作を追ったが、途中で出会った人斬りマサヤに反抗したため2人揃って人差し指を切り落とされ、恐怖のあまり引きこもりと化した。
堀田 速人（ほった はやと）
BCMの幹部の一人。中国拳法の棒術の達人。関西からの流れ者のためあだ名はない。
BCMへの対抗組織として作った関西ノワールのリーダー的存在で、BCMに入ったのはあくまで偵察目的とマツコー内で対BCMの人材をスカウトするため。堀田曰く轟には「吐き気がする思いで仕えていた」という。妹がパープル・ヘイズやコカイン・LSDなどの薬物に手を出してしまい最後は地元のチンピラの作り出した粗悪な合成麻薬により死んでしまった。そのチンピラは未成年だったため逮捕されても大した罪には問われなかったために、少年法の改正を望んでいる。イナーキとは仲が良く、2人の関係がある意味でマツコー内部におけるBCMの台頭を抑えていた向きもあったと言える。が、堀田のほうはイナーキを関西ノワールに引き込むために接触していたらしく、イナーキ自身もその魂胆を見抜いており、信用はしていなかった。
最後は憂作と戦い最初のほうは優勢だったものの、トンファーを使い出した憂作に敗北する。本当は情に厚いために罪の意識に耐えられない、憂作に似た人物である。憂作に敗北後「俺が死ねばマスコミはその死の意味を探ろうとするだろう」と船から身を投げるも麟太郎に救出され、同時に敗北の象徴として船のマストに吊るされ、さらし者となる。
加地屋 裕貴（かじや ゆうき）
元別働隊（BCMの前身）の幹部。轟とは幼き頃からの友人だったらしい。小遣い稼ぎのためにパープル・ヘイズをBCM非公認のルートで売りさばいて売り上げをピンハネしたことが轟の耳に入り、メンバーとしての資質がないと見限られて世良の制裁を受けることとなった。手足を縛られ、頭に火をつけられ、髪の毛の大半を燃やされて成すすべもなく戦意喪失。身が軽く、憂作に一撃をお見舞いしたが、世良の兵隊の不意打ちで拘束されたため、BCMの中ではかなり戦闘力は低かったと思われる。

### 門倉女子高校（かどくらじょし）
かすみ達が通う女子校。通称「モンジョ」。
川村 かすみ（かわむら-）
門倉女子高生徒の一人でボクシングが得意。実力はかなりのもので、辰巳の舎弟10数人を一気に倒し、辰巳のチームのサブリーダーであった小野寺勇作をもアッパーカット一撃で葬った。勇作に中学からの親友を暴行された為、復讐を企てるが、「マツコーのユーサク」という断片的な情報から、琴子やあゆむと共に誤って憂作を襲撃する。その際、憂作も彼女たちが告げた襲撃理由である、「女性に対する罪」を笠原の件と誤解したまま応戦した。極度の男性恐怖症で男と対面する時はサングラスをしないと身体が固まってしまう（その固まった状態を憂作に武器として使われたことも）が憂作だけは何故か平気だった。憂作との出会いにより、男性恐怖症が治ったことをきっかけに、次第に憂作を恋心を抱くようになる。男死利祭で憂作の手助けに来て身勝手さに振り回されたが、決して彼を見捨てなかった。小倉正哉の姪にあたる。あだ名は「かす」。
慈音 琴子（じおん ことこ）
門倉女子高生徒の一人で、三人の中のリーダー的存在。通称「お琴」。古武術の使い手で、合気道にも似た戦い方であるが、実際には剣術や弓道、なぎなたなど武芸百般に通じている様子である。厳格な家の元で育ち、ちょっとした言葉遣いの間違いでも容赦なく突っ込みが入る。何かにつけて憂作に絡んではイヤミを吐き、容赦ない彼女の突っ込みに憂作もたじたじであった。視力が非常に悪く、メガネがないとすぐ近くにいる人形を勇作と見間違える程。ホラーが苦手で、お化け屋敷に逃げ込んだ際には、館内のギミックに終始怯え続けていた。アクション俳優デューク・ジオンの娘であるが、不慮の事故で父親を亡くした辛い過去を持つ。それが自分の責任だと苦悩する一面も。何かにつけて憂作の言動に対して非常に辛辣な態度をとるが、男死利祭では援護をしたり、警察に連行される際には警官を襲撃して救出するなどの一面も見せる。
津川 あゆむ（つがわ-）
門倉女子高生徒の一人。素早い手足の連続攻撃が得意。勝気な性格で、自分のことをあゆと呼んでいることから、「あゆの塩焼き」、「アジ」、「ボラ」などといつも憂作にネタにされ、いじられている。BCMの塩沢力丸とは腐れ縁の仲であり、本人達は頑なに否定しているが、互いに惹かれあっている。

### 関西ノワール
堀田速人が主に西日本の不良を集めて組織した戦闘集団。個々がそれぞれ違う目的で集まったため、仲間意識は基本的に薄く組織内では各々が自由に活動している。堀田曰く「ノワールにリーダーはいない。俺はこの組織には民主制を敷いている」。「マフィア（BCM）を共に潰そう」と憂作に話を持ちかけるが、実は憂作を利用してBCMからパープルヘイズの購入者リストを奪い、コカインを売りさばくことや、BCMを倒して名を挙げること、そして全国から集まった2,000人の不良たちに達川町を襲撃させる男死利祭（だんじりまつり）の主催が目的だった。
西日本の実力者揃い、ということだが、主力の財前が憂作に何度も倒されたり（この時点で憂作は轟に手も足も出ない状態で、特にマッハ力丸との戦いの直後の2度目の対決では半殺しにされかけている）、デパートでの戦いでも秀人に手玉に取られて危うく全員逮捕されかけたりと、噛ませ犬扱いを拭えないところがある。男死利祭では、メンバーの大半が憂作のかつてのライバルたちにあっさりと蹴散らされた。
堀田が関西ノワールを結成した本当の目的は、不良のせいで薬物中毒になり死んでしまった妹の仇を打つべく、「男死利祭を主催し不良のイメージを悪化させ、少年法の改法によって全国の不良を根絶させる」であったことが和泉治孝、嘉門寮との会話で明らかになる。また、その会話では堀田は「男死利祭の終了後、警察に自首するつもりだ」とも打ち明けている。「クラックおばさんのバタークッキー」（通称クラッキー）というコカイン入りクッキーを売りさばいたり、イナーキとの盟友関係を自称し憂作に近づき騙したり、BCMとデパートで警察が出動する派手な乱闘を繰り広げたり（もっとも警察に通報したのは秀人であるが）、男死利祭に参加する為の旅客船を乗っ取ったりと、少年法改法の為に不良のイメージを徹底的に悪くしようとしていた。しかし憂作からは「お前がこんな真似をしたって少年法なんて変わりはしない、こんな騒ぎ一週間も経てば世間はすぐに忘れる」と一蹴され、事実マスコミが男死利祭を「不良達の48時間」と特集報道したのは最初だけで、2、3日で誰もが話題にもしなくなった。
財前克己
関西ノワールの主力でスキンヘッドで筋骨隆々の大男。あだ名は｢岸和田のライオン｣。ノワールきってのパワー・ファイターであると同時に、轟同様プロレス技を得意とし、轟との初対決ではラリアットで轟をダウンさせダメージを負わせている。デパートでの2度目の対決でも轟の脇固めをペンデュラム・バックブリーカーで切り返し、ツームストーン・パイルドライバーをヘッドシザース・ホイップで返したりと、テクニックの面でもかなりの実力を見せる(もっともこのときのBCMの目的はノワールを警察に逮捕させることであり、轟は手加減していた)。右膝の古傷が弱点で、デパートでの乱闘では憂作に冷凍カツオで膝に一撃を食らい、その後走るのも困難になったほど。
喧嘩に酔う性格で、一度酔うとダメージを受けても痛みを全く感じなくなる。そのため、奇抜な戦い方やテクニックで自分を敗った憂作に惚れ込み（不良としての強さにとも、ホモセクシャル的な意味合いとも取れる）、自分と同じパワー・ファイターである轟を｢見せ掛けだけ、ファイターの筋肉ちゃうやろ｣と侮っていたが、男死利祭では大怪我が完治していない轟に完敗を喫した。
和泉治孝
関西ノワールのNo.2で、堀田の参謀的存在。細目のオールバックの男で、あだ名は「砂漠の狐」。鳥取出身。堀田曰く「ヌンチャク、トンファーなど両手で扱う武器での戦いに長け、中でもサイは相当な腕前」だそうで、実際作中では十手のような小型の特殊警棒を両手に持ち、サイのように使って戦っていた。堀田からノワールの結成と男死利祭の本当の目的を聞かされていた唯一の人物でもある。その上で堀田と共に新しい世の中を期待して戦おうとするが、櫛渕高の洞口の前に敗れた。
嘉門寮
蛇拳の使い手で、あだ名は「レッドスネーク・カモン」。長崎出身。男死利祭の開始後に堀田と和泉から男死利祭の本当の目的を聞かされ、その意思を汲んで立江商のO次郎と戦うが、激闘のすえ腕を折られ、相討ちに持ち込むものの、そのままリタイアした。
トーラス・C・桜井
アフロで長身のキックボクサー。黒人と日本人のハーフらしい。あだ名は「黒猫トーラス」。広島出身。ウォールアートが得意でその壁画は地元では「ラス公の壁画」と呼ばれ、愛好家も多いという。男死利祭で塩沢力丸に「モジャモジャ」となじられ激昂するがあえなく敗れる。
真菜加奈
ノワールの紅一点で、あだ名は「女サソリ」。京都出身。ロープの端にナイフをつけた縄鏢（ジョウヒョウ）という武器を手足のように操り、その腕は20人の警官を一瞬で倒すほど。また、三つ編みにした髪の先にもにナイフを仕込んでおり、「女サソリ」の異名はここから来ている。会話の中に当時のCMのフレーズを多用することも特徴。おだてにのりやすく、デパート内での戦いではその性格を利用したヒデの策に乗せられて敗北した。
男死利祭では琴子との女同士の対決の末、あだ名の通り蠍のごとく踏み潰されて敗北。
岡山翼
顔に蜘蛛をモチーフにしたメイクを施した謎の男。苗字は岡山だが、出身は福岡。天井や高所から吊るした強力なゴム紐で常に自らを吊っており、それを用いた神出鬼没でトリッキーな攻撃を得意とする。
鉄塔やビルなども命綱なしで登れるほどの筋力と度胸を持ち、顔のメイクや衣服についている模様は蜘蛛をあしらっているが、あだ名は何故か「バットマン」。
このあだ名の由来は、よく歩道橋や街路樹にぶら下がっているところから付けられたとのことだが、「流行に流されて安易にあだ名を付けるのはかっこ悪い」という彼自身のポリシーによるものでもあるらしい。男死利祭では、憂作を援護するために船内に入ろうとしたミンを船上から急襲するも、結局相打ちとなる。
宇崎
自分をウサギと思い込みウサギの着ぐるみを着用する。サングラスをかけているがよく見るとマユ毛がない。着ぐるみ姿で常に無口、無表情で不気味な印象を与えるが、ノワール内や一般人には可愛く見えるらしく、本気か冗談か堀田は「かわいいから仲間にした」とのこと。自分をウサギだと思い込んでいるだけに、敏捷性や跳躍力に優れており、着ぐるみの手に付けた鋭い爪を武器にしている。
男死利祭ではレニーとの長い拮抗状態（といってもお互い構えもせずに凝視し合ったまま）の末に、お互いの最初の一撃で相打ちになるが、後に男死利祭の参加者を逮捕しにきた達川警察の警察署長を2人がかりの飛び蹴りでKOした。
鈴木禅功
柔道、拳法、空手、合気道などを組み合わせた合道空手の使い手であり、7つの支部と200名近い門下生を持つ。また『今一番抱かれたい男』として地方誌の表紙を飾ることもあり、自らもそのイケメンぶりに自信を持っている。正義を旨とする佐藤と行動をともにし、荊棘木が子供を助けるために暴走トラックにタックルした話に「いい奴だよな」と佐藤と一緒に感心するなど一概に悪とも言えない性質である。あだ名はパパ・イヤ鈴木。無類の女好きであり、彼の寝技を知った主婦が夫婦生活を破綻させてしまうことからつけられた。ただしその人気は地元徳島に限定され、ノワール参加の動機も売名行為である。
達川町で佐藤とともに憂作と戦うが終始、憂作に圧倒される（本人曰く捕らえるために手加減していた）。男死利祭では、宇田川と対戦。実力的には鈴木が上回っていたが、長瀬の言葉で発奮した宇田川のトリッキーな蹴り技に虚を突かれ敗北。
佐藤準情
礼節を重んじる剣道の達人で、あだ名は“はぐれ剣士準情派”。中に真剣を仕込んだ竹刀が武器。剣術家の家に生まれるが、鈴木同様型にはまった武術を嫌って実家を飛び出し、現在は橋の下に建てた掘っ立て小屋に住みながら鍛錬の日々を送っている。
登場当初は鈴木と行動を共にし、憂作やBCMの残党を襲撃している。その際、BCMの残党からは「（金も名声も）どっちもなさそう」と侮辱を受けるが、地元高知では鍛錬の一環として、時々街に現れては悪人を成敗しているところから、住民には警察よりも信頼されているらしい。
男死利祭ではマリリンと対戦するが、力及ばずに敗北を認める。その際に介錯を頼むも、サディストであるマリリンに「もっと泣き叫ばなきゃ面白くない」と散々にいたぶられた。
田中K太郎
チビで短足ながらも蹴り技を得意とする愛媛出身の男。「キッカー・T」のあだ名を持つテコンドーの使い手で、地元ではサッカー選手としても有名だったが、試合中に相手のキーパーをボールと間違えて蹴ってしまい、重傷を負わせて退部となる。渡辺と行動を共にすることが多い。
男死利祭ではあゆむ、かすみの2人を相手に戦い、あゆむから髪型（当時、デビッド・ベッカムですら既に止めていたソフトモヒカン）を「ニワトリ」とバカにされて激昂。2人を窮地に追い込むも、途中で加勢した力丸に一撃で倒される。
渡辺一茶
香川出身で、「讃岐の一本うどん」の異名を持つ柔道の使い手。その実力は全国大会で優勝するほどだが、素行の悪さから退学となる。あだ名の由来は、相手を一度掴んだら全身の骨がバラバラに砕けるまで、手打ちうどんの如く打ち続けるところから来ている。田中とは悪態をつきつつも行動を共にする事が多い。
男死利祭では共通した特徴（メガネ、デブ）を持つ麟太郎と対戦。お互いを「肉襦袢」「肉饅頭」と罵り合いつつ、麟太郎の連戦の疲労もあってか、ある程度善戦するが最後は圧倒的な実力差で派手に吹っ飛ばされて敗れた。

### ノワール予備軍
番長番付の上位陣で占められる。しかしほとんどが色物のギャグキャラで役に立たず、自滅するというキャラばかりであった。
荊棘木春穂
BCM崩壊後の番長番付2位に立つ、神戸の不良グループ「男堤防（マンダム）」のリーダー。渋くセクシーな口髭が特徴の男性ホルモンの塊のような男で、男が選ぶ、今一番抱かれたい男ナンバー1と言われている。財前とは関西を二分する勢力で、大阪湾をはさんで抗争を起こしていた。関西では名の知れた実力者ではあるが、子供を助けるために暴走トラックに体当たりし、そのために入院していてノワールには加入できなかった。他のノワール予備軍同様のギャグキャラではあるが、ノワール同様ギャグなのはルックスだけで、番長番付2位の名に恥じない実力の持ち主で必殺技「デス・ウィッシュ」で憂作を一撃で葬り去り（ただし憂作は連戦で疲労していたが）、神輿の上に吊るし上げて勝利宣言するも、直後に達川町の不良達の乱入にあう。長瀬と激闘を繰り広げ、最後はカウンターの裏拳を食らい敗北。
範須
番長番付3位。通称「秋田の野犬」。ほとんどがギャグ要員であるノワール予備軍の中でも3位だけあってそれなりに強く、攻撃を受けた憂作も「うわっ、強ぇぞコイツ」と驚く描写があるが、敵味方見境なく攻撃する癖がある（憂作が避けたことによる巻き添えとも取れるが）。最後は憂作に後ろ回し蹴りでKOされる。
岸本
番長番付4位。山形の新庄出身で、もともとのあだ名である「岸やん」が転訛して「新庄の人間・キャシャーン」の異名を持つ。憂作にキック一発で敗れた。
銭谷
番長番付5位。自ら編み出した、コイントスと武術を融合させた技「ゼニ＝ガタ」をそのまま異名に用いる。手持ちの小銭が切れ、憂作に両替を頼むも「コンビニに行け!」と殴り倒される。
愛馬心
番長番付6位。通称「ラブ・マシーン」。相棒のモーターサイクル・ムスタング略して「モームス」を駆り、憂作と戦うが、本人は戦いよりも走りとマシーンに酔っているため、敵味方の見境がない。最後は憂作にモームスから蹴落とされ、暴走して船から落ちるモームスを追って海に飛び込み自滅。
「神の左手 悪魔の右手を持つ男」
番長番付7位。出身、性別、本名いずれも不明。黒ずくめの服装と頭巾で顔を隠し、異名の通り「神くん」「悪魔くん」と称する人形を手にはめている。攻撃する前に憂作に倒されたため、攻撃方法すら不明。
ミロ・マスカラ
番長番付8位。高知よさこいプロレスの看板スターだが、同郷であるノワールの佐藤や鈴木同様、自分の運営するプロレス団体の宣伝のために男死利祭に参加。ルチャ・リブレを用いて憂作をそれなりに追い詰めるも、止めの「スワン・ダイブ」を放つ際にうっかり船の柵を飛び越えてしまい自滅。
捕帆
番長番付9位。通称「ビューティー・トレホ」沖縄出身。職業は美容師見習い。先端を鋭利に尖らせた櫛を武器に用いるが、職業柄か、相手であってもヘアスタイルの乱れを気にして直す癖があり、その隙を突かれ櫛でクシ刺しにされ敗北。
網野定治
番長番付10位。岩手出身。スキンヘッドにメガネ姿の巨漢で、あだ名は「副長官」。穏健派で、最初は憂作に敗北を認めるよう提案するが、憂作がこれを拒否すると「武力行使」という強力なタックルで攻撃してくる。攻撃は強力だが誤爆が多く、最後は階段の手すりに激突して自爆。

### 番長番付
インターネット投票で行われる全国各地の名のある不良の格付けで通称バンバンと呼ばれている。憂作はこの番付の不動の1位で（ユーサクサンタマリアの名前でヒデが登録していた）全国の不良の羨望の的であった。BCM崩壊以前は上位はBCMのメンバーが占めていた。
男子十二泥棒
番長番付60位。尾道出身の12人それぞれがカンフーの達人で、中国地方に悪名を轟かせている強盗集団。盗んだ総額は一億円にもおよび、300人の機動隊でも止められなかったといわれている。中国雑技団ばりの連携プレーと体術を駆使するも、憂作たった一人にことごとく倒され、最後に残ったリーダーも、片手逆立ちの最中に折れた槍に手を取られ転倒して自滅。
ジブラーマン
番長番付81位。ヒップホップファッションに身を包んでいる。地元富山の悪そうな奴は大体友達らしい。得意技は｢ヨーヨー・キック｣と｢ラップ・ドロップ｣。しかし、ラップ・ドロップを返されて敗北。
山口フジオ
番長番付86位。バイク用のツナギとヘルメットでグフのコスプレをした男。｢鎖木刀｣という武器を使うが、あっさり憂作に倒される。背中にランドセルを背負っている。ギフのグフ。
佐賀の男
番長番付87位。中国風の珍妙な格好をした男。名乗る前に憂作に瞬殺される。その後再び現れるも、やはり名乗る前に倒された。
S・A・T
番長番付94位。北陸地方を根城にする窃盗集団でナイフの技に長けており、その腕で地方の果樹園から果物を根こそぎ奪い取っている。｢S・A・T｣とは｢すばやく・あっという間に・取る｣の略。
マッチョ・マックス
番長番付97位。三重からやってきた車と筋トレをこよなく愛する五人組の暴走集団。相手を取り囲んで一度に体当たりする｢マックス・ターン｣が得意技だが、あっさりかわされて自滅。
小比類巻・麦人
番長番付99位。青森からやってきたダイナマイト・モンスーン。通称｢爆弾低気圧｣。見るからにやられキャラといったド派手なルックスをしている。度重なる連戦で疲労した憂作をクロスカウンターで一度は倒すも、実は倒れたふりをして回復した憂作に隙を突かれて敗北。
雄刺夢
番長番付100位。北海道で唯一番長番付100以内にノミネートされた男。服装や髪型が憂作とほぼ同じだが、肌は色黒。憂作の考え方に共感してタイマンを挑むも、あっさりやられる。ルックスや言動が憂作自身のパロディと言えるが、番長番付の中では唯一まとも(イロモノではない)なキャラ。

### GATギャング
エアガンやナイフを使って強盗などを行う集団。大半の人間がスキンヘッド。伊武をリーダーとしているが、伊武は警察に逮捕されておりしばらく不在であった。力丸のライブに乗り込みパープル・ヘイズの奪略をもくろんだが、返り討ちにされ失敗。その後あゆむを拉致して力丸と憂作を討とうとするが、それも失敗してしまう。男死利終了後、伊武の帰還で勢力を取り戻し憂作を再び襲うがまたもや返り討ちにされた。
伊武
GATギャングのリーダー。31、32巻で登場。マスクをしていたため顔は出てこない。改造銃をはじめ数々の危険で強力な武器を考案、作製する（ペットボトルロケットランチャーやお手製グレネードランチャー、前者を応用した火炎放射器など）。常に防火服とガスマスクを着用しており、語尾に「にゃ」をつけトロトロとした口調でしゃべる、のんびりとした男。9歳から爆弾を作っており、警察の銃を盗もうとしたことで逮捕されしばらくGATギャングから離れていた模様。それでも懲りず、リベレーターをモデルとした銃を造り仲間の一人を撃つなど、口調の割りに非情な一面を持っている。消防署を燃やし10分で爆発する爆弾を仕掛け、憂作と闘う。そこで一酸化炭素中毒で憂作を弱らせ眉間を撃ちぬこうとしたものの、弾に火薬を詰めすぎて銃が暴発してしまい、憂作を射殺することはできなかった。そのうえ作った爆弾もタイマーが一分ほどずれていたため、そこに現れた内藤に助けられ、結果、憂作を殺すことは失敗に終わった。
山田（アーミーバカ）
GATギャングの一人。伊武の影響を受けて本物のアーミーになりきっているため、仲間からそのように呼ばれている。

### 王塚組（おおつかぐみ）
関東最大の暴力団組織。
小倉 正哉（おぐら まさや）
王塚組内小倉会会長。王塚組次期組長No.1候補。常に日本刀を所持しており、刀を抜いた時は誰かの血を見ない限り、納めることはないという。そこから由来したあだ名が人斬りマサヤ。一人で対立する組に乗り込み、全員斬った等、非常に多くの伝説を残しているため、その実力は歴代のCUFFSキャラクターの中でもトップクラスのはずであるが、それをお目にかかれるシーンはほとんどなかった。ただし、BCMの岩田兄弟の指や、秀人の腕を情け容赦なしにあっさり斬り落とした。妻である涼子を助けるためにヤクザ事務所に乗り込んだ憂作の度胸に惚れ込み、組に入れようと画策するが、最後は岸川秀人に対する情を憂作が出してしまったために見限ってしまう。門倉女子高の川村かすみの叔父にあたり、彼女の母親でもある姉には昔から頭が上がらない模様。また、甥に椎名サトルがいることから、かすみの母親以外にも兄弟がいることがわかる。
ハルオの愛人、つまり同性愛者でもあり、ゲイと勘違いされることがあるが正確にはバイである。
九鬼 健一（くき けんいち）
王塚組の元若頭補佐で九鬼組組長。龍二の射殺が原因で王塚組を破門され、組を独立させていた。王塚組に戻るための金を工面するため、組員を使って琢郎のラーメン屋を幾度も襲撃させた。最後は事務所に単身で乗り込んできた憂作と死闘を繰り広げ、二階から転落して頭蓋骨骨折の重傷を負った。
竹田（たけだ）
王塚組内竹田組組長。九鬼組の弔い合戦として王塚組の本家組長を襲撃しようと画策していた。しかし、その直前に憂作と翔二、さらに小倉正哉からまでも事務所に乗り込まれ、襲撃計画は失意のうちに終わった。
山崎（やまざき）
王塚組系のヤクザ。小倉正哉曰く「組内でも爪弾きにされているロリコンヤクザ」とのこと。椎名は復帰の口利きをしてもらうために彼へ女性を貢いでいた模様。
椎名 サトル（しいな-）
小倉正哉の甥にあたるヤクザだが、粗暴な性格と下手を打ったことで小倉会から追い出されていた。哲也達を利用して管理売春で金稼ぎをしていたが、そのことを憂作に「女を喰い物にする」と揶揄されたことで小倉正哉に管理売春がバレてしまう。最後は憂作に倒され、それ以降登場しない。作中では明示されていないが、門倉女子高の川村かすみとは、いとこ同士であることが分かる。

### 関東岸川一家（かんとうきしかわいっか）
ヒデの実家。ヒデは「関東で唯一王塚組に対抗できる勢力」と発言しているが、以前から王塚組の合併工作に遭っていたほか、秀寿の逮捕による警察の介入もあって弱体化しており、最後は人斬りマサヤの小倉会によって壊滅させられた。
元々は王塚組の分家だったらしく、何らかの理由で離反していたようだが、小倉会と対立していた際は組員の一人が「本家の仲裁がまとまりかけているこの時期に･･･」と発言していたため、正確な立ち位置は不明。
岸川（きしかわ）
三代目関東岸川一家組長。岸川兄弟の父親で小倉正哉とは兄弟分でもあった。息子達を跡取りとして育てるために「組織を作ってみろ」と、高校入学祝いとして1000万円をそれぞれに渡していた。
何らかの理由で王塚組から離反していたようだが、組の弱体化による王塚組への吸収合併に唯一反対しており、最後は小倉会によって殺害された。
ヒデ曰く我が強い性格だったらしく、家族を含む周りからはあまり良く思われていなかったほか、兄弟分でもあった小倉正哉はヒデに対して「オヤジに似て相変わらずのへらず口」と言っている。
岸川兄弟の母親
ヒデの母親。数年前に家族で義理事へ出かけた際、かつて夫が破門したチンピラ達に銃撃され、ヒデを庇おうとして唯一凶弾の餌食となった。一命は取り留めたものの植物状態となり、ヒデは彼女の治療費を稼ぐためにBCMのリーダーへ返り咲くこととなった。
BCMの壊滅後は大沢先生の元へ運ばれて面倒を見てもらっていたが、程なくして息を引き取った。死因は不明で大沢先生曰く「生きることをやめたとしか言い様がない」とのこと。

### 主要人物の関係者
ハルオ
龍二が昔助けたことがあるゲイ。元外科医(オペに黒魔術の祭壇を持ち込んだことにより医師免許を剥奪される)。憂作の体に龍二の魂が乗り移っていることに気づいた最初の人物。助けられた時から龍二に惚れていたらしく、一度襲いかかろうとして返り討ちにされた。龍二や涼子、友美に人生の助言をしたり、外見に似合わず神業的な医療技術を持つなど頼りになる一面も持っている。
沢渡 琢郎（さわたり たくろう）
沢渡涼子の父親。琢郎ラーメンを経営している。幼少の頃から少林寺拳法を習っており、その実力は若かりし頃の龍二では到底相手にならないほどであった。年齢による衰えでその頃に比べると実力は若干劣ってはいるものの、相変わらずで、そこらのヤクザを簡単に倒してしまうほど。
沢渡 奈保子（さわたり なほこ）
沢渡涼子とは姉妹関係。涼子とは対照的に気の強い性格で、料理の才能があったことから、幼少の頃から琢郎にしごかれていた。それが原因で家を飛び出し、チンピラ・龍太郎と駆け落ちして大阪に移り住んでいた。しかし、龍太郎にとっては奈保子は単なる金づるでしかなく、それに気づいた奈保子は龍太郎から逃げるために琢郎の元に現れる。幼い頃の記憶から、琢郎を憎んでいたが、本心では救いを求めていた。最後は琢郎と憂作の協力によって龍太郎との決別に成功し、料理の腕を磨くため、琢郎の手引きで九州へと移り住んだ。別れの直前に琢郎とは和解している。
久宝 翔二（くぼう しょうじ）
龍二の弟。涼子に惚れており、涼子と結婚をするために銃の密売で金を手に入れようとしていた。銃の密売取引の相手・広峰に謀られ殺されそうになるが、憂作によって助けられる。憂作と一緒に広峰にさらわれた涼子を助けるが、最後は自らの行為で涼子たちを危険な目に合わせた責任を取るために警察に出頭する。
平松 誠治（ひらまつ せいじ）
龍二の親友。ヤクザの銃の仲介人をやっていたことがきっかけになり最期は責任を取らされヤクザに殺されてしまう。カジノキングを開くことを夢にしていた。史奈という子供がいる。キャメルを愛飲していた。
平松 史奈（ひらまつ ふみな）
誠治の愛娘。物語中盤に登場。龍二と彼女の父親の誠治が二人で作った誠龍会（後のドラゴン会）が小松大工業のイナーキによって乗っ取られたため、誠龍会を取り返すべく憂作に近づく。
美貌とは裏腹に抜群のファイトセンスを誇り、達川町の不良達を次々と沈めていった（O次郎との戦いでは、一目惚れされる）。
誠龍会の看板をめぐったドラゴンズとの戦いでは、イナーキによって肋骨等を数ヶ所骨折したにもかかわらず、茂村信一と互角の戦いぶりを見せた。誠龍会の看板を取り戻した後は絶縁状態だった母親の元へ帰っていった。
田中 健一郎（たなか けんいちろう）
劇中では名前のみ登場。通称“タナケン”でドラゴン会の館長。ドラゴン会がまだ誠龍会として活動していた頃は師範を務めており、後に龍二から道場を譲られた。憂作（龍二）によると、腕は一流だったが強さに異常な執念があったらしく、道場を拡大させていったほか、卒業試験でもある百人組手や龍のイレズミの制度を作った。しかし、イナーキに完膚なきまでに叩きのめされて集中治療室送りになった模様。
内藤 浩徳（ないとう ひろのり）
警察官。高校の頃は先輩である龍二に憧れ、舎弟をしていたが、憂作（龍二）自身は一匹狼を自認していたので、勝手に慕ってくる押しかけ舎弟が多く居た事は覚えていたが、その中に内藤が居た事は憶えていなかった。後に改心して警察官になり、物語終盤では涼子と再婚し、娘を授かった。改心して警官になった今でも龍二のことを尊敬しているが、涼子を残して死んだことには憤りを感じている。舎弟時代のあだ名は｢ナイナイ君｣。
内藤 憂菜（ないとう ゆうな）
内藤浩徳と涼子との間に生まれた子供。
大崎 建也（コマシのケンヤ）
通称コマケン。街でナンパした人妻を騙してホテルに連れ込み、アダルトビデオに出演させる男優。背後に強力なヤクザがついている。龍二の居所がわかったと涼子を騙してホテルに連れ込んだところを、乗り込んで来た憂作によってぶちのめされた。
広峰（ひろみね）
銃の密売人をしている男。翔二の前では「伊東」という偽名を使っていた。憂作（転生前の龍二）とは因縁があり、顔に消えない傷をつけられていた。刃物の使い手でもあり、背中や帽子の裏にナイフを隠しているほど。涼子を盾に憂作と翔二と一戦を交えるが敗北。最後は翔二によって警察に引き渡された。
政王（まさおう）
広峰のボディーガードをしているスキンヘッドの大男。生まれつき感情を持っておらず、口数も極端に少ない。広峰に対する恐怖心で恭順している。憂作との戦いで敗れた。
福山 順介（ふくやま じゅんすけ）
憂作の隣の家に住む小学生。しつこく姉に付きまとう櫛渕高校の哲也達を引き離すため、屋上から飛び降りる条件をのんで実行したり、憂作の家から現金を盗んで手切れ金に使おうとしたが「奴らの言いなりになってるだけじゃねぇか！」と憂作に一喝された事で目が覚め、哲也達に立ち向かうべく強引に憂作の弟子になり、格闘の基礎を習得する。哲也との最後の戦いでは苦戦したとは言え、哲也を倒すことができた。また小倉正哉の恫喝に屈しそうになった憂作に、自分が言われた言葉をぶつける事で憂作を奮い立たせた。
福山 里美（ふくやま さとみ）
順介の姉で中学生。哲也とは付き合っていたようだが、徐々に援助交際を執拗に勧められるようになっていた。
龍太郎（りゅうたろう）
大阪のチンピラ。奈保子と駆け落ちして長い間大阪で一緒だったが、奈保子が東京の実家に逃げ帰ったため、連れ戻そうと東京にやって来た。非常に口が上手く、言葉巧みに多くの女性を手玉に取っていたようである。始めは、琢郎に奈保子を自分の元に戻るように話を持ちかけ、琢郎も生前の龍二と涼子の件から、了承しようとしたが、憂作から奈保子の本心を聞かされた琢郎が、数日待つように言うと、本性を露わにした。空手、拳法、ボクシングを習得しているので、憂作の右腕を一瞬で折るなど格闘センスにも長けている。奈保子を取り戻そうと、憂作たちを追跡し博多に向かう、新幹線の中で無関係の乗客を金属バットで無差別に暴行した。新幹線内で憂作と最後のバトルを行い、新大阪駅で待ち構えていた警察官に取り押さえられた。その際に奈保子に助けを求めたが「あなたの言葉は、もう私に届かない」と言われて失意に崩れた。
大沢（おおさわ）
裏社会では有名な外科医。非認可ながらも天才的な腕を持っているらしいが、非常に偏屈な性格で態度の悪いヤクザの両腕を左右逆に接合させたこともある模様。人斬りマサヤに切り落とされたヒデの腕を接合させた。名前のみの登場。
加藤（かとう）
男死利祭へ向けて神戸港を出発する直前に堀田と会話をした男。会話の内容から察するに、クラッキーの販売網がある程度広がったところで堀田をヤクザの組に入れる話だったらしいが、堀田が男死利祭を優先させたため、保留になった模様。3ページ分のみの登場だったため詳細は不明のまま。

## 書誌情報

### CUFFS 〜傷だらけの地図〜
- 東條仁 『CUFFS 〜傷だらけの地図〜』 集英社〈ヤングジャンプコミックス〉、全32巻
  1. 1997年5月19日発売[4]、ISBN 4-08-875510-3
  2. 1997年8月20日発売[5]、ISBN 4-08-875551-0
  3. 1997年11月19日発売[6]、ISBN 4-08-875585-5
  4. 1998年2月19日発売[7]、ISBN 4-08-875616-9
  5. 1998年5月19日発売[8]、ISBN 4-08-875649-5
  6. 1998年8月19日発売[9]、ISBN 4-08-875686-X
  7. 1998年11月19日発売[10]、ISBN 4-08-875721-1
  8. 1999年2月19日発売[11]、ISBN 4-08-875756-4
  9. 1999年5月19日発売[12]、ISBN 4-08-875784-X
  10. 1999年8月19日発売[13]、ISBN 4-08-875811-0
  11. 1999年11月19日発売[14]、ISBN 4-08-875848-X
  12. 2000年2月18日発売[15]、ISBN 4-08-875878-1
  13. 2000年5月19日発売[16]、ISBN 4-08-876023-9
  14. 2000年8月18日発売[17]、ISBN 4-08-876052-2
  15. 2000年11月17日発売[18]、ISBN 4-08-876087-5
  16. 2001年2月19日発売[19]、ISBN 4-08-876119-7
  17. 2001年5月18日発売[20]、ISBN 4-08-876154-5
  18. 2001年8月17日発売[21]、ISBN 4-08-876192-8
  19. 2001年12月10日発売[22]、ISBN 4-08-876238-X
  20. 2002年3月19日発売[23]、ISBN 4-08-876271-1
  21. 2002年6月19日発売[24]、ISBN 4-08-876308-4
  22. 2002年9月19日発売[25]、ISBN 4-08-876343-2
  23. 2002年12月11日発売[26]、ISBN 4-08-876375-0
  24. 2003年3月19日発売[27]、ISBN 4-08-876411-0
  25. 2003年6月19日発売[28]、ISBN 4-08-876458-7
  26. 2003年9月19日発売[29]、ISBN 4-08-876497-8
  27. 2004年1月19日発売[30]、ISBN 4-08-876551-6
  28. 2004年5月19日発売[31]、ISBN 4-08-876606-7
  29. 2004年8月19日発売[32]、ISBN 4-08-876654-7
  30. 2004年11月19日発売[33]、ISBN 4-08-876683-0
  31. 2005年2月18日発売[34]、ISBN 4-08-876754-3
  32. 2005年5月19日発売[35]、ISBN 4-08-876798-5

### CUFFS 〜傷だらけの街〜
- 東條仁 『CUFFS 〜傷だらけの街〜』 日本文芸社〈ニチブンコミックス〉、既刊7巻（2022年2月28日現在）
  1. 2015年8月29日発売[36]、ISBN 978-4-537-13328-8
  2. 2016年4月18日発売[37]、ISBN 978-4-537-13431-5
  3. 2016年12月19日発売[38]、ISBN 978-4-537-13523-7
  4. 2018年4月28日発売[39]、ISBN 978-4-537-13734-7
  5. 2019年8月29日発売[40]、ISBN 978-4-537-13971-6
  6. 2021年4月28日発売[41]、ISBN 978-4-537-14358-4
  7. 2022年2月28日発売[42]、ISBN 978-4-537-14474-1